# 1174
1174 (MCLXXIV) var ett skottår som började en tisdag i den julianska kalendern.

## Händelser

### Okänt datum
- Birger Brosa utnämns till det nya ämbetet jarl (kungens närmaste rådgivare).
- Vilhelm I av Skottland tillfångatas av Henrik II av England och Skottland ockuperas av engelsmännen.
- Stora delar av Padua förstörs i en brand.

## Födda
- Alfons II, greve av Provence.
- Emmerich I av Ungern, kung av Ungern.
- Hedvig av Andechs, hertiginna av Polen, romerskt-katolskt helgon.

## Avlidna
- 18 januari – Vladislav II av Böhmen, kung av Böhmen.
- Amalrik I av Jerusalem, kung av Jerusalem.